# 全缘叶栾树
全缘叶栾树（学名：Koelreuteria bipinnata var. integrifoliola）为无患子科栾树属下的一个变种。

## 扩展阅读
- 維基物種上的相關：全缘叶栾树